# Veronica Guerin (film)
Veronica Guerin is een Brits-Ierse biografische misdaad-dramafilm uit 2003 onder regie van Joel Schumacher. De productie vertelt het waargebeurde verhaal van de Ierse journaliste Veronica Guerin. Cate Blanchett werd voor haar titelrol genomineerd voor onder meer een Golden Globe. De film zelf won daadwerkelijk een Political Film Society Award in de categorie 'exposé'.

## Verhaal
Het is midden jaren negentig wanneer Dublin wordt geteisterd door drugsbaronnen. Journaliste Veronica Guerin (Cate Blanchett) van The Sunday Independent neemt het in haar eentje tegen hen op door een serie artikelen aan ze te wijden. Ze slaagt erin de misdaden van verschillende van de drugsbazen te openbaren, waardoor het criminele drugsmilieu haar liever dood dan levend ziet.

## Rolverdeling
- Cate Blanchett - Veronica Guerin
- Gerard McSorley - John Gilligan
- Ciarán Hinds - Traynor
- Brenda Fricker - Bernie Guerin
- Don Wycherley - Chris Mulligan
- Barry Barnes - Graham Turley